# Dioctria hyalipennis
Dioctria hyalipennis är en tvåvingeart som först beskrevs av Fabricius 1794.  Dioctria hyalipennis ingår i släktet Dioctria och familjen rovflugor. Arten är reproducerande i Sverige. Inga underarter finns listade i Catalogue of Life.

## Bildgalleri

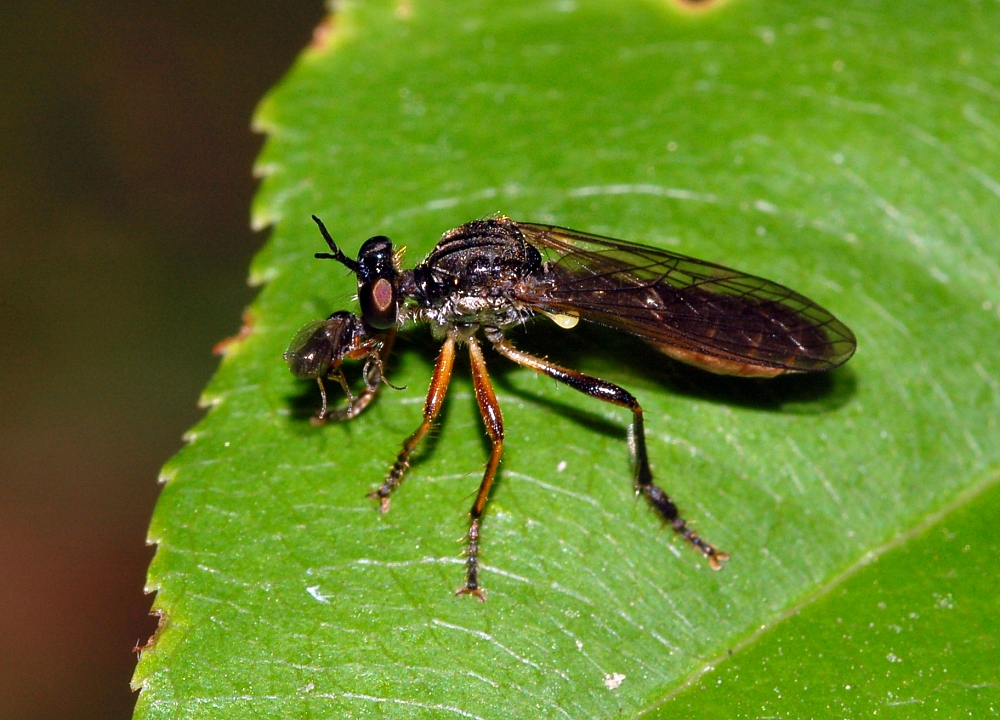
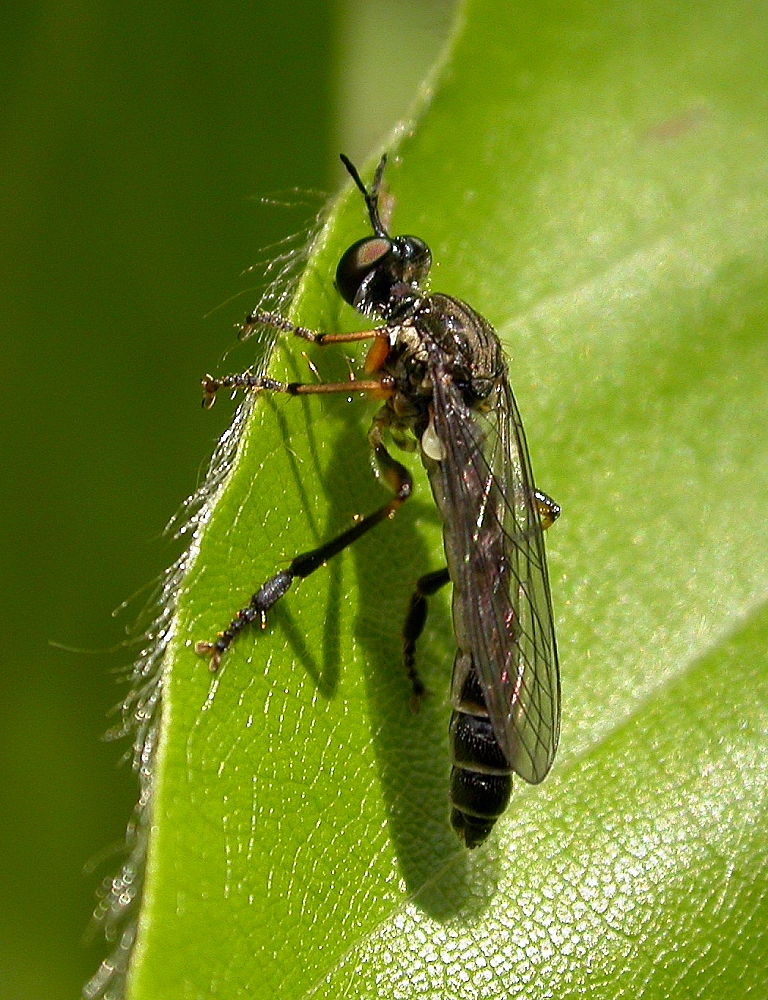
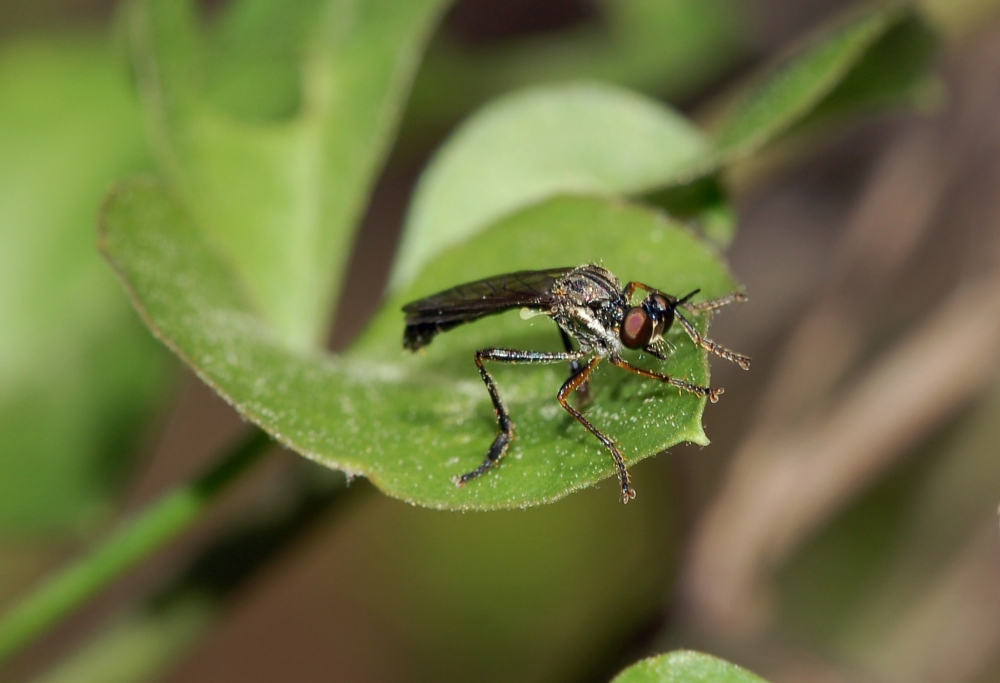
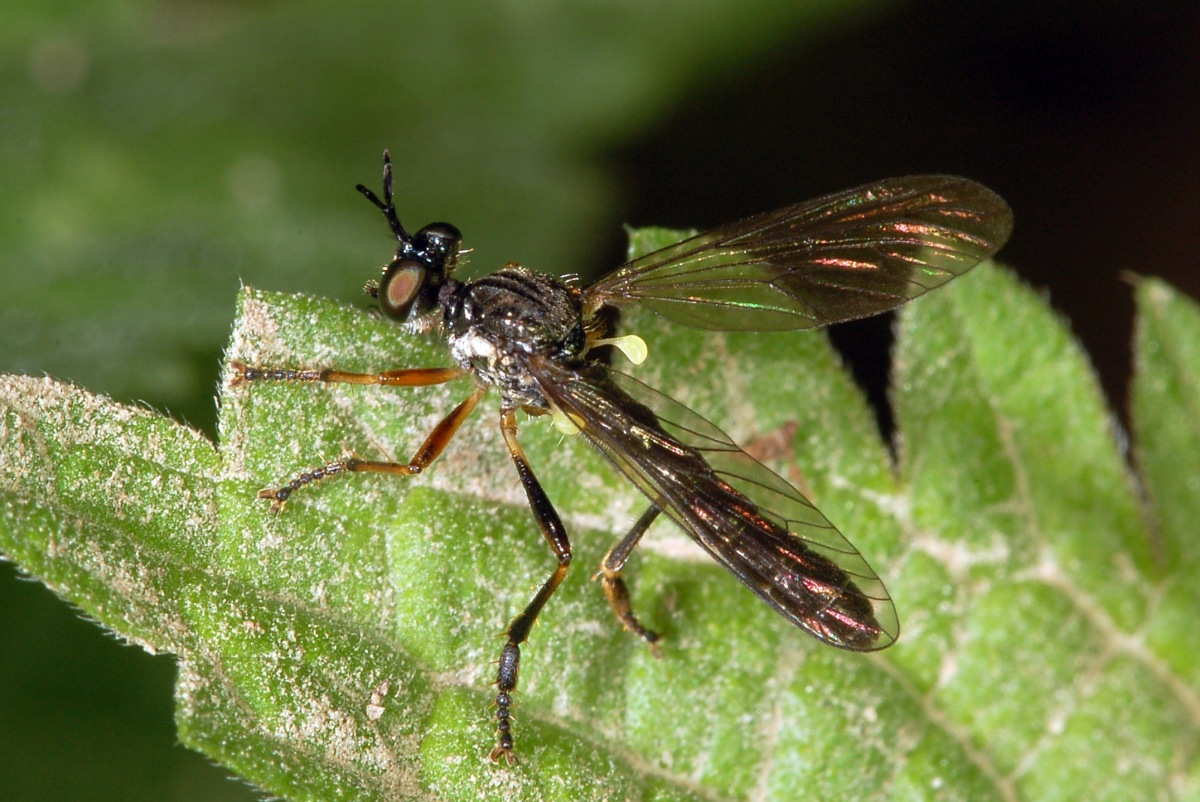